# Svenska Spel
AB Svenska Spel er en svensk statsejet virksomhed, der har sit virke indenfor det regulerede spillemarked i Sverige. Andre store aktører, og dermed Svenska Spels konkurrenter på dette marked, er ATG, Folkspel og Spero. I modsætning til privatejede og udenlandske virksomheder kontrolleres Svenska Spels aktiviteter af Lotteriinspektionen.
Virksomheden blev etableret 1997 gennem en sammenlægning af de to statsejede virksomheder Penninglotteriet og Tipstjänst. Hovedkontoret ligger i Visby. Svenska Spels salg foregår via cirka 6.700 ombud, 2.000 restauranter, puber og bingohaller samt via internet. Den svenske stat får årligt et udbytte af Svenska Spel på omkring fire milliarder svenske kronor. Desuden går en anseelig del af udbyttet til den svenske idrætsbevægelse. I 2005 var dette udbytte på cirka en milliard svenske kronor.